# Engelbert von Brabeck (Domherr, † 1636)
Engelbert von Brabeck (* unbekannt; † 13. Juni 1636) war Domherr in Münster und Speyer.

## Leben

### Herkunft und Familie
Engelbert von Brabeck entstammte dem westfälischen Adelsgeschlecht von Brabeck, das seinen Ursprung im Vest Recklinghausen hatte. Er war der Sohn des Wolter von Brabeck und dessen Gemahlin Kiliana von Westhofen zu Letmathe und hatte sechs Geschwister: Walter (1577–1626 Domherr), Schonebeck (⚭ Anna von Letmathe, Sohn Johann war Domherr), Jürgen (Drost in Oer), Engelbert (Dompropst in Paderborn, Domherr in Münster), Heinrich (Domherr 1615–1618) und Westhoff (⚭ Anna Ursula von Landsberg, deren Söhne Ludolf Walter, Jobst Edmund und Johann Ernst Domherren in Münster waren. Der Sohn Engelbert (* 1621) war Domherr in Hildesheim).

### Wirken
Am 19. November 1611 nahm Engelbert die münstersche Dompräbende des verstorbenen Domherrn Wilhelm von Elverfeldt in Besitz. Am 18. März 1625 wurde er auch Domherr in Speyer. Engelbert verstarb, ohne ein Testament hinterlassen zu haben.